# Hutti
Hutti (a 20. század elején Liptóhuta, szlovákul Huty) község Szlovákiában, a Zsolnai kerület Liptószentmiklósi járásában.

## Fekvése
Liptószentmiklóstól 16 km-re észak-északnyugatra, a Prószéki-völgy felső torkolata közelében fekszik.

## Története
A falu a 16. század elején keletkezett, amikor az itteni üveghutákhoz a Felső-Árva vidékéről gorálokat telepítettek ide. Első írásos említése 1545-ből származik „Huty” alakban. Birtokosai a részben udvarnoki és liptóteplai nemesek, részben a lucski Abaffyak voltak. 1784-ben 126 házában 800 lakos élt.
A 18. század végén Vályi András így ír a faluról: „HUTTI. Tót falu Liptó Vármegy. földes Ura Dvornikovits Uraság, lakosai katolikusok, fekszik Árva Vármegyének szélénél, fája tűzre, és épűletre van, de legelője, földgye sovány.”
1828-ban 186 háza volt 1290 lakossal. Lakói üvegfúvással, mezőgazdasággal, kosárfonással, szövéssel, házaló ablakozással foglalkoztak.
Fényes Elek 1851-ben kiadott geográfiai szótárában így ír a faluról: „Hutti, tót falu, Liptó vmegyében, Árva vmegye szélén, 1283 kath., 7 evang. lak. Kath. paroch. templom. Határja roppant, de sovány; zabot, lent, kolompért terem; erdeje szép; lakosai közt sok üveges és ablakos vagyon; vásznat készitenek; lenmag-olajt sajtolnak, s azzal kereskednek. F. u. a kamara. Ut. p. Rosenberg.”
A trianoni diktátumig Liptó vármegye Németlipcsei járásához tartozott.

## Népessége
| Év:            | 1994. | 2004.   | 2014.    | 2024.    |
| -------------- | ----- | ------- | -------- | -------- |
| Emberek száma: | 223   | 229     | 177      | 142      |
| Eltérés:       |       | +2,69 % | -22,70 % | -19,77 % |

| Év:            | 2023. | 2024.   |
| -------------- | ----- | ------- |
| Emberek száma: | 144   | 142     |
| Eltérés:       |       | -1,38 % |

1910-ben 960, túlnyomórészt szlovák lakosa volt.
2011-ben 186 lakosából 185 szlovák.

## Nevezetességei
- Színeváltozás római katolikus plébániatemploma 1894-ben épült neogótikus stílusban.

## Külső hivatkozások
- Községinfó
- Hutti Szlovákia térképén
- E-obce.sk